# Caudal Deportivo de Mieres
Caudal Deportivo de Mieres é um clube de futebol espanhol com sede em Mieres, na comunidade autônoma das Astúrias. Atualmente, disputa a Tercera División. O clube manda seus jogos no Estádio Hermanos Antuña, com capacidade para 7.500 pessoas.

## História
O clube foi fundado em 1918.